# Бонин, Борис Евгеньевич
Борис Евгеньевич фон-Бонин (1879 — 1920) — полковник инженерных войск, герой Первой мировой войны, участник Белого движения.

## Биография
Реформатского вероисповедания. Из потомственных дворян Московской губернии.
Среднее образование получил в Петропавловском училище в Москве, затем в течение двух лет был студентом Лазаревского института восточных языков.
В 1903 году окончил в Московское военное училище, откуда выпущен был подпоручиком в 96-й пехотный Омский полк. С началом русско-японской войны, 25 октября 1904 года переведен в 214-й пехотный Мокшанский полк. Был ранен в ногу при деревне Шаулинпу. За боевые отличия награждён тремя орденами, в том числе орденом Св. Анны 4-й степени с надписью «за храбрость», и произведен в поручики (производство утверждено Высочайшим приказом от 12 ноября 1906).
25 августа 1906 года переведен в обратно в 96-й пехотный Омский полк. Выдержав экзамен при Николаевской инженерной академии на право перевода в инженерные войска, 13 ноября 1907 года был переведен в 5-й Восточно-Сибирский саперный батальон. Произведен в штабс-капитаны 1 октября 1910 года, в капитаны — 10 февраля 1914 года.
В Первую мировую войну вступил в рядах 5-го Сибирского саперного батальона. Удостоен ордена Св. Георгия 4-й степени
За то, что, получив 9 февраля 1915 года приказание от начальника Сибирской стрелковой дивизии построить мост через р. Бобр против д. Чарнево с целью форсирования переправы и атаки неприятельской позиции у этого пункта, в ночь с 9 на 10 февраля, произведя рекогносцировку, лично руководил работами своей роты по постройке моста на козлах, под сильным и действительным огнем противника, с явной опасностью для своей жизни. К утру мост был готов, и Сибирский стрелковый полк, перейдя по нему через реку, нанес противнику полное поражение.
С 23 сентября 1915 года исправлял должность помощника командира батальона по строевой части. Произведен в подполковники 23 августа 1916 года.
С началом Гражданской войны полковник фон-Бонин прибыл на Дон в Добровольческую армию. Участвовал в 1-м Кубанском походе в должности командира Технической роты, с марта 1918 года — в должности командира 1-й инженерной роты. В 1920 году — помощник инженера штаба 1-го армейского корпуса. Скончался в военном госпитале Симферополя.

## Награды
- Орден Святой Анны 4-й ст. с надписью «за храбрость» (ВП 22.12.1905)
- Орден Святого Станислава 3-й ст. с мечами и бантом (ВП 6.01.1906)
- Орден Святой Анны 3-й ст. с мечами и бантом (ВП 26.01.1906)
- Орден Святого Станислава 2-й ст. (ВП 25.12.1913)
- Орден Святого Владимира 4-й ст. с мечами и бантом (ВП 26.02.1915)
- Орден Святой Анны 2-й ст. с мечами (ВП 5.03.1915)
- Орден Святого Георгия 4-й ст. (ВП 21.06.1915)
- старшинство в чине подполковника с 30 декабря 1915 года (ПАФ 8.05.1917)